# Ределзе
Ределзе (њем. Rödelsee) општина је у њемачкој савезној држави Баварска. Једно је од 31 општинског средишта округа Кицинген. Према процјени из 2010. у општини је живјело 1.708 становника. Посједује регионалну шифру (AGS) 9675161.

## Географски и демографски подаци
Ределзе се налази у савезној држави Баварска у округу Кицинген. Општина се налази на надморској висини од 236 метара. Површина општине износи 11,5 km². У самом мјесту је, према процјени из 2010. године, живјело 1.708 становника. Просјечна густина становништва износи 149 становника/km².